# فوميي ياماموتو
فوميي ياماموتو (باليابانية: 山本 郁弥) (12 يوليو 1988 في أوساكا في اليابان – )؛ هو لاعب كرة قدم كان يلعب كلاعب وسط.

## وصلات خارجية
- فوميي ياماموتو على موقع قاعدة بيانات كرة القدم.إي يو (الإنجليزية)
- فوميي ياماموتو على موقع عالم كرة القدم.نت (الإنجليزية)